# ال‌سی‌دی ساوندسیستم
ال‌سی‌دی ساوندسیستم(به انگلیسی: LCD Soundsystem) نام گروه دنس-پانک آمریکایی است که توسط ترانه‌نویس و تهیه‌کننده آمریکایی جیمز مورفی ساخته شده است.

## آلبوم‌ها

### آلبوم‌های استودیویی
| نام انگلیسی آلبوم    | نام فارسی آلبوم      | سال انتشار |
| -------------------- | -------------------- | ---------- |
| ۱.LCD Soundsystem    | ال‌سی‌دی ساوندسیستم    | ۲۰۰۵       |
| ۲.Sound of Silver    | صدای نقره            | ۲۰۰۷       |
| ۳. This Is Happening | این داره اتفاق میفته | ۲۰۱۰       |

## جوایز

### گرمی ۲۰۰۶
- بهترین آلبوم الکترونیک-دنس برای آلبوم ال‌سی‌دی ساوندسیستم
- بهترین ضبط دنس برای آهنگ "Daft Punk Is Playing at My House"

### گرمی ۲۰۰۸
- بهترین آلبوم الکترونیک دنس برای آلبوم صدای نقره